# Piotr Mynarski
Piotr Mynarski (ur. 25 czerwca 1908 w Starej Wsi, zm. 14 grudnia 1986 w Bielsku-Białej) – polski pilot, szybowcowy pilot doświadczalny w Szybowcowym Zakładzie Doświadczalnym w Bielsku-Białej, pedagog.

## Życiorys
Syna Jana i Teresy. W 1928 r. uzyskał maturę w Gimnazjum Ogólnokształcącym im. Adama Asnyka w Białej Krakowskiej. W latach 1928–1929 odbył służbę wojskową w szkole podchorążych artylerii, którą ukończy w stopniu podporucznika. W 1929 r. rozpoczął studia na Wydziale Mechanicznym Politechniki Lwowskiej oraz podjął pracę w warsztatach Aeroklubu Lwowskiego. W 1929 r. był jednym ze współzałożycieli Akademickiego Aeroklubu Lwowskiego. W 1930 r. w szkole szybowcowej w Bezmiechowej uzyskał kategorię A pilota szybowcowego.

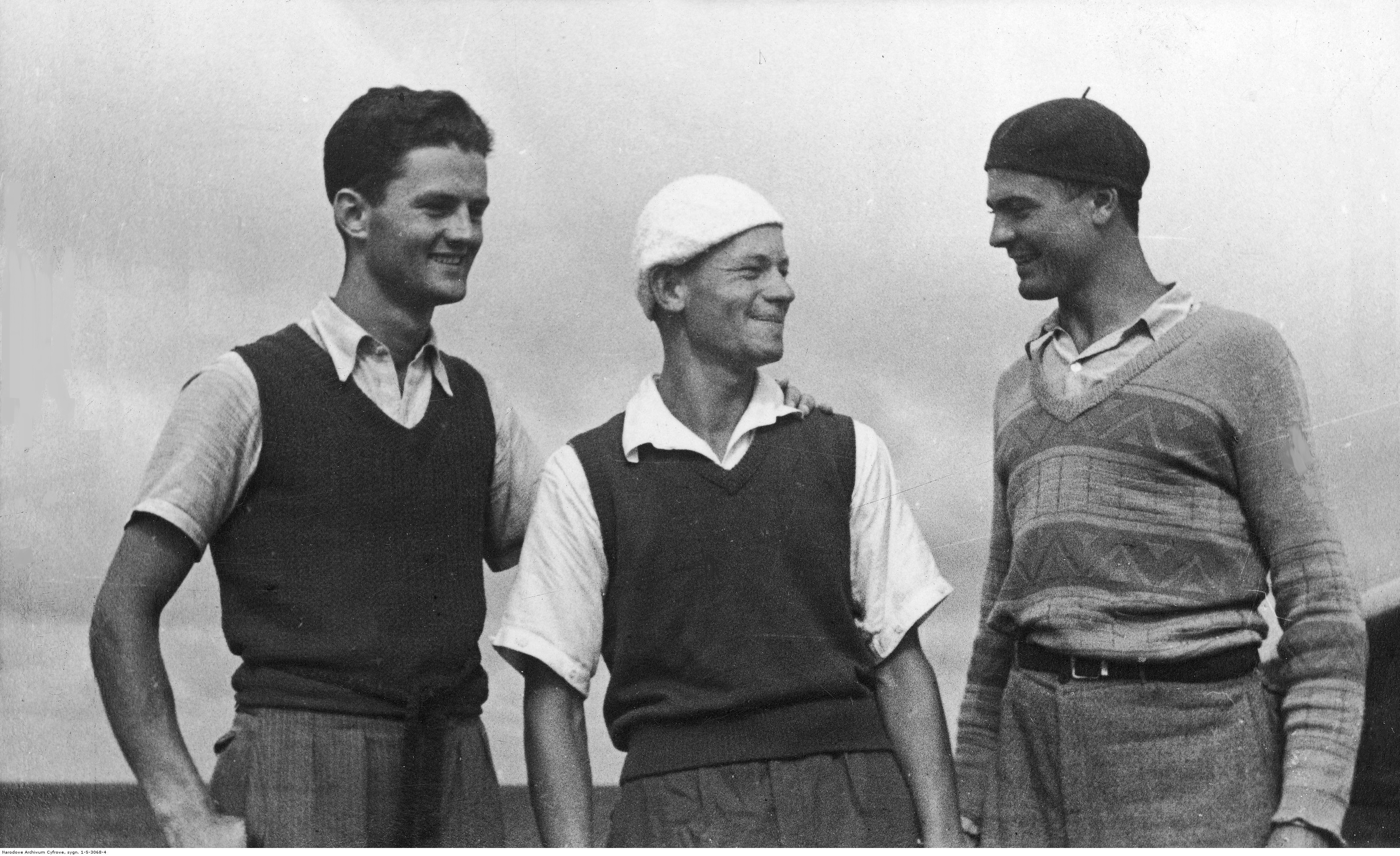
Piloci Stanisław Piątkowski (1. z lewej), Piotr Mynarski i Kazimierz Kula na lotnisku w Skniłowie k. Lwowa; 1933

W latach 1932–1936 pracował jako instruktor szybowcowy w Szkole Szybowcowej w Bezmiechowej, w latach 1936–1939 jako kierownik tej szkoły i warsztatów lotniczych Aeroklubu Lwowskiego. Od 1933 r. wykonywał loty doświadczalne na potrzeby Instytutu Techniki Szybownictwa we Lwowie, w lipcu tego roku ukończył kurs lotów holowanych na szybowcu za samolotem. W sierpniu 1933 r. wziął udział w Międzynarodowym Zlocie Skautowym IV Jamboree w Gödöllő. Podczas defilady skautów wykonał pokazowy lot na szybowcu SG-28bis. W maju 1936 r. na szybowcu Komar wziął udział w Zawodach Szybowcowych ISTUS w Budapeszcie. W dniu 17 grudnia 1935 roku otrzymał, nadaną przez Międzynarodową Federację Lotniczą, jako pierwszy polski pilot srebrną odznakę szybowcową (nr 179 na świecie). W 1937 r. na Międzynarodowych Zawodach Szybowcowych w Rhön-Wasserkuppe w Niemczech na szybowcu PWS-101 zajął 10. miejsce i ustalił rekord odległości przelatując 351 km z Wasserkuppe do Hamburga. W 1938 r. uzyskał w Aeroklubie Lwowskim licencję pilota turystycznego.
W latach II wojny światowej przebywał we Lwowie, gdzie w 1940 r. wznowił studia na Politechnice Lwowskiej. Od 1941 r. zaangażował się w działalność konspiracyjną w ramach Armii Krajowej. W 1943 r. został aresztowany i był więziony do końca wojny.
W 1945 roku wysiedlony ze Lwowa do Bytomia, gdzie podjął pracę w kopalni Rozbark oraz rozpoczął współpracę z organizatorami Instytutu Szybownictwa w Bielsku. W 1946 r. współorganizował I Unifikacyjny Kurs Instruktorów Szybowcowych, który miał miejsce na lotnisku w Aleksandrowicach oraz na szybowiskach w Goleszowie i na Żarze. 

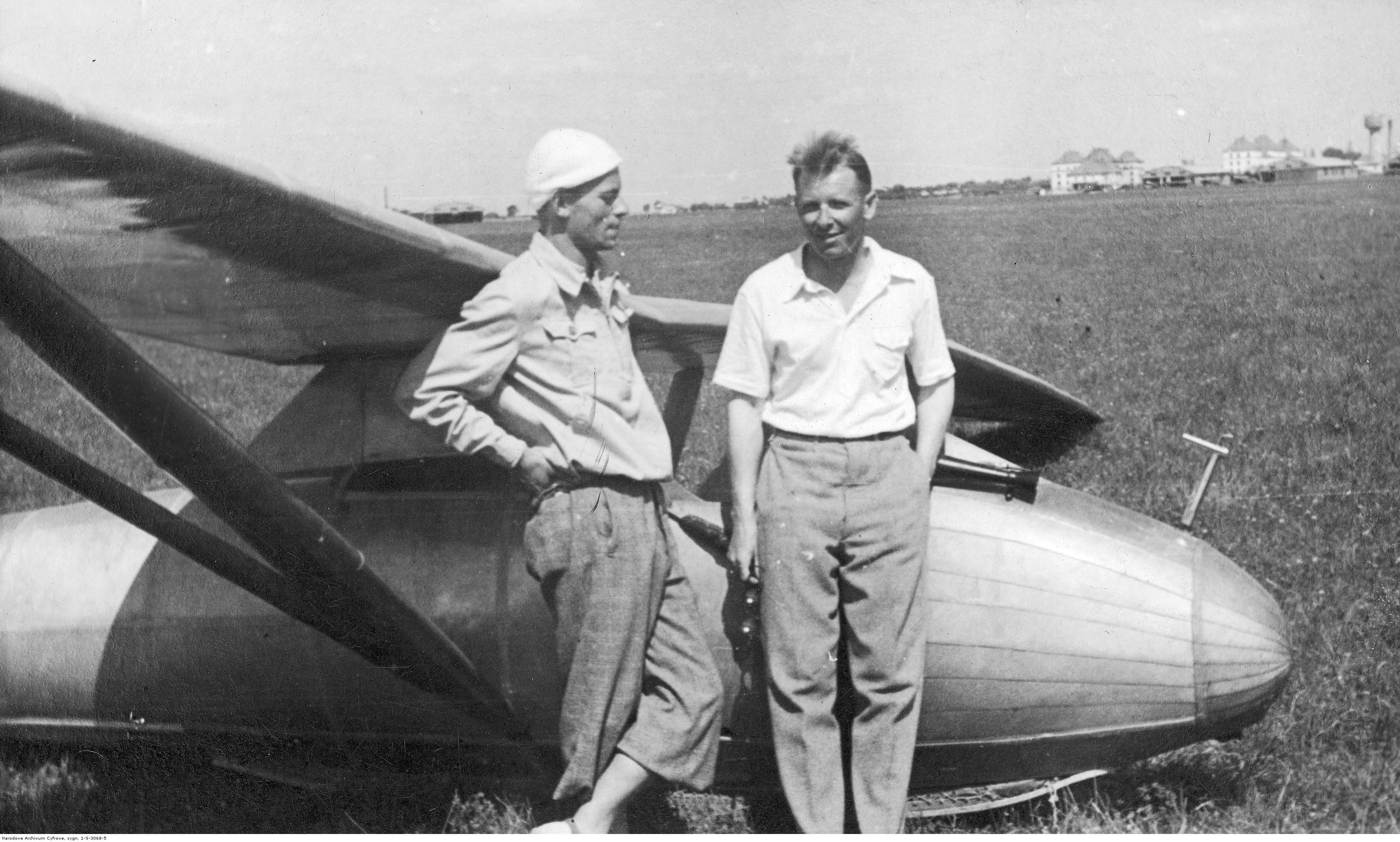
Pilot Piotr Mynarski oraz inżynier Czerwiński przy szybowcu wyczynowym CW-5 na lotnisku w Skniłowie k. Lwowa

Został pierwszym pilotem fabrycznym w Instytucie Szybownictwa, oblatywał pierwsze powojenne prototypy polskich szybowców: IS-1 Sęp, IS-2 Mucha, IS-3bis ABCbis, IS-B Komar 48, IS-5 Kaczka oraz IS-4 Jastrząb.
W latach 1948–1951 pracował w Centralnej Szkole Instruktorów Szybowcowych w Aleksandrowicach, z której odszedł z powodów zdrowotnych. W latach 1951–1973 pracował jako specjalista obliczeniowiec w Biurze Konstrukcyjnym Szybowcowego Zakładu Doświadczalnego.
W 1957 roku ukończył studia inżynierskie, uzyskując tytuł inżyniera mechanika. Był nauczycielem matematyki oraz wykładowcą przedmiotów zawodowych w szkołach średnich Bielska-Białej. W 1973 roku przeszedł na emeryturę. Zmarł 14 grudnia 1986 r.

## Ordery i odznaczenia
- Krzyż Kawalerski Orderu Odrodzenia Polski
- Srebrny Krzyż Zasługi (10 listopada 1933)[1]

## Osiągnięcia sportowe
- 19 lipca 1933 roku na szybowcu CW-5bis wykonał przelot na odległość 84,2 km (rekord Polski dla szybowców jednomiejscowych),
- 30 października 1933 r. w Bezmiechowej na szybowcu SG-3 Czajka ustanowił rekord Polski długotrwałości lotu wynikiem 11 godzin i 58 minut,
- w 1934 roku na szybowcu CW-IV dwumiejscowym (z pasażerem), ustanowił dwa rekordy długości lotu, pierwszy wynikiem 4 godziny 33 minuty, drugi – 9 godzin 7 minut,
- 26 kwietnia 1935 roku wykonał na szybowcu CW-15bis/34 pierwszy w kraju przelot docelowo-powrotny – 2 x 15,8 km,
- w dniu 28 czerwca 1935 roku uczestniczył, wspólnie z Bolesławem Baranowskim i Zbigniewem Żabskim, w pierwszym w Polsce zespołowym przelocie trzech szybowców na czele frontu burzowego,
- w dniu 4 lipca 1937 roku, podczas międzynarodowych zawodów szybowcowych w Rhön/Wasserkuppe w Niemczech, wykonał przelot otwarty na odległość 551 km (rekord Polski).